# قائمة أعلام الدول العربية

خريطة أعلام الدول العربية.

هذه قائمة الأعلام المستخدمة في الوطن العربي.

## أعلام وطنية عربية
| العلم | بداية الاستخدام | الاستعمال                    |
| ----- | --------------- | ---------------------------- |
|       | 1962            | علم الجزائر                  |
|       | 2002            | علم البحرين                  |
|       | 2002            | علم جزر القمر                |
|       | 1977            | علم جيبوتي                   |
|       | 1984            | علم مصر                      |
|       | 2008            | علم العراق                   |
|       | 1936            | علم الأردن                   |
|       | 1961            | علم الكويت                   |
|       | 1943            | علم لبنان                    |
|       | 1951            | علم ليبيا                    |
|       | 2017            | علم موريتانيا                |
|       | 1956            | علم المغرب                   |
|       | 1970            | علم عمان                     |
|       | أواخر 1930      | علم فلسطين                   |
|       | 1971            | علم قطر                      |
|       | 1973            | علم السعودية                 |
|       | 1960            | علم الصومال                  |
|       | 1970            | علم السودان                  |
|       | 2024            | علم سوريا                    |
|       | 1827            | علم تونس                     |
|       | 1971            | علم الإمارات العربية المتحدة |
|       | 1990            | علم اليمن                    |

## أعلام وطنية عربية قديمة
| العلم     | بداية الاستخدام                                     | اسم الدولة                                           |
|           | 661-632                                             | الخلافة الراشدة                                      |
| 1517-750  | الخلافة العباسية                                    |                                                      |
|           | 750-661                                             | الخلافة الاموية                                      |
|           | 1526-1417                                           | الدولة الجبرية                                       |
| --------- | --------------------------------------------------- | ---------------------------------------------------- |
|           | 1920-1917                                           | علم الثورة العربية الكبرى                            |
|           | 1958                                                | علم الاتحاد العربي                                   |
|           | 1171-909                                            | الدولة الفاطمية                                      |
|           | 1146-973                                            | الدولة الزيرية                                       |
|           | 1269-1121                                           | الدولة الموحدية                                      |
|           | 1577-1415                                           | سلطنة عدل                                            |
|           | 1252-1174                                           | الدولة الايوبية                                      |
|           | 1517-1250                                           | دولة المماليك                                        |
|           | القرن14الميلادي                                     | الدولة الزيانية                                      |
|           | 1556-1388                                           | الدولة الزيانية                                      |
|           | 1830-1516                                           | ايالة الجزائر                                        |
|           | 1847-1832                                           | دولة الامير عبد القادر                               |
|           | 1910-1848                                           | الجزائر الفرنسية                                     |
|           | 1940                                                | علم الجزائر                                          |
|           | 1945                                                | علم الجزائر                                          |
|           | 1960                                                | علم الجزائر                                          |
|           |                                                     | علم الجزائر                                          |
|           | 1962                                                | علم الجزائر                                          |
|           | 1820-1783                                           | علم دولة البحرين                                     |
|           | 1932-1820                                           | علم دولة البحرين                                     |
|           | 1972-1932                                           | علم دولة البحرين                                     |
|           | 2002-1972                                           | علم دولة البحرين                                     |
|           | 1963-1975                                           | علم دولة جزر القمر                                   |
|           | 1975-1978                                           | علم دولة جزر القمر                                   |
|           | 1978-1992                                           | علم جزر القمر                                        |
|           | 1992-1996                                           | علم جزر القمر                                        |
|           | 1996-2001                                           | علم جزر القمر                                        |
|           | 1867-1826                                           | ايالة مصر                                            |
| 1914-1882 | خديوية مصر                                          |                                                      |
|           | خديوية مصر                                          | 1882-1867                                            |
| 1923-1914 | السلطنة المصرية                                     |                                                      |
|           | 1953-1923                                           | علم المملكة المصرية                                  |
| 1956-1953 | جمهورية مصر                                         |                                                      |
|           | 1958-1956                                           | جمهورية مصر العربية                                  |
|           | 1972–1977                                           | اتحاد الجمهوريات العربية                             |
| 1984-1977 | جمهورية مصر العربية                                 |                                                      |
|           | 1924-1959                                           | علم المملكة العراقية                                 |
|           | 1959-1963                                           | علم جمهورية العراق                                   |
|           | 1963-1991                                           | علم جمهورية العراق                                   |
|           | 1991-2004                                           | علم جمهورية العراق                                   |
|           | 2004-2008                                           | علم جمهورية العراق                                   |
|           | 2004                                                | العلم المقترح لدولة العراق                           |
|           | 1928-1921                                           | امارة شرق الاردن                                     |
|           | 1936-1928                                           | امارة شرق الاردن                                     |
|           | 1871-1746 (نسختان مختلفتان)                         | الكويت العثمانية                                     |
|           | 1871-1746 (نسختان مختلفتان)                         | الكويت العثمانية                                     |
|           | 1903 خلال زيارة اللورد كرزون                        | الكويت العثمانية                                     |
|           | 1921-1914                                           | الكويت البريطانية                                    |
|           | 1940-1921                                           | الكويت البريطانية                                    |
|           | 1961-1940                                           | الكويت البريطانية                                    |
|           | 1697-1119                                           | امارة المعنيين                                       |
|           | 1842-1697                                           | امارة الشهابيين                                      |
|           | 1943-1920                                           | دولة لبنان الكبير                                    |
|           | 1951-1949                                           | امارة برقة                                           |
|           | 1951-1949                                           | امارة فزان                                           |
|           | 1969-1951                                           | المملكة الليبية المتحدة                              |
|           | 1969–1972                                           | علم الجمهورية العربية الليبية                        |
|           | 1977-2011                                           | الجماهيرية العربية الليبية الشعبية الاشتراكية العظمى |
|           | 1959-2017                                           | علم الجمهورية الإسلامية الموريتانية                  |
|           | 1465-1244                                           | الدولة المرينية                                      |
| 1659-1510 | الدولة السعدية                                      |                                                      |
|           | 1554-1462                                           | الدولة الوطاسية                                      |
|           | 1910-1566                                           | الدولة العلوية                                       |
|           | 1956-1913                                           | المغرب الاسبانية                                     |
|           | 1956-1912                                           | المغرب الفرنسية                                      |
|           | 1956-1923                                           | منطقة طنجة الدولية                                   |
|           | 1926-1921                                           | جمهورية الريف                                        |
|           | 1916–1925                                           | علم الحجاز                                           |
|           | 1921–1926                                           | علم نجد                                              |
|           | 1926–1932                                           | مملكة الحجاز ونجد                                    |
|           | 1932-1934                                           | علم المملكة العربية السعودية                         |
|           | 1934-1938                                           | علم المملكة العربية السعودية                         |
|           | 1938-1973                                           | علم المملكة العربية السعودية                         |
|           | 1956-1970                                           | علم جمهورية السودان                                  |
|           | 1920                                                | علم المملكة العربية السورية                          |
|           | 1932-1958 و 1961–1963                               | علم الجمهورية السورية الأولى                         |
|           | 1963-1972                                           | علم الجمهورية العربية السورية                        |
|           | 1961-1958 (بالنسبة لسوريا) 1971-1958 (بالنسبة لمصر) | الجمهورية العربية المتحدة                            |
| 2024-1973 | علم الجمهورية العربية السورية او سوريا البعثية      |                                                      |
|           | 1918-1923                                           | علم المملكة المتوكلية اليمنية                        |
|           | 1923-1927                                           | علم المملكة المتوكلية اليمنية                        |
|           | 1927–1962                                           | علم المملكة المتوكلية اليمنية                        |
|           | 1962–1990                                           | علم الجمهورية العربية اليمنية                        |
|           | 1967–1990                                           | علم جمهورية اليمن الديمقراطية الشعبية                |
|           | 1856-1896                                           | علم سلطنة زنجبار                                     |
|           | 1963-1964                                           | علم سلطنة زنجبار                                     |
|           | 1971-1820                                           | إمارات الساحل المتصالح                               |
|           | 12 يناير 1974                                       | الجمهورية العربية الإسلامية                          |
|           | 1932-1916                                           | علم قطر                                              |
|           | 1936-1932                                           | علم قطر                                              |
|           | 1949-1936                                           | علم قطر                                              |
|           | 1971-1949                                           | علم قطر                                              |

## المنظمات العربية
| العلم                                      | الفترة          | الاستعمال                            |
| ------------------------------------------ | --------------- | ------------------------------------ |
|                                            | 22مارس1945      | علم جامعة الدول العربية              |
|                                            | 25سبتمبر1969    | علم منظمة التعاون الإسلامي           |
|                                            | 25ماي1981       | علم مجلس التعاون لدول الخليج العربية |
|                                            | 17فيفري1989     | اتحاد المغرب العربي                  |
|                                            | 1976            | صندوق النقد العربي                   |
|                                            | 3جانفي 1957     | مجلس الوحدة الاقتصادية العربية       |
| وعند توحيد اليمن سنة 1990 انضمت الى المجلس | سابقا 1989-1990 | مجلس التعاون العربي                  |

## الأقاليم العربية المتنازع و بعض الاقاليم العربية المحتلة
| العلم | الفترة | الاستعمال                                   | الوصف |
| --- | ------ | ------------------------------------------- | --- |
| |        | علم صوماليلاند او ارض الصومال               | تَعتبِر نفسها دولة مستقلة برغم عدم حوزها الاعتراف الرسمي من جانب الأمم المتحدة وأغلبية دول العالم تعتبرها لا تزال تحت سيادة الصومال |
| |        | علم أرض البنط                               | دولة البنط غير معترف بها دوليا وبخلاف جارتها جمهورية أرض الصومال، لا تطلب أرض البنط الاستقلال من الصومال صراحةً وإنما حكم ذاتي موسع |
| |        | علم أنجوان                                  | جزيرة في المحيط الهندي أرادت الإنفصال عن دولة جزر القمر لكن المحاولة فشلت، تتمتع حاليا بحكم ذاتي |
| |        | علم الجمهورية العربية الصحراوية الديمقراطية | دولة أعلنت قيامها من جانب واحد غير معترف بها دوليا. عضو في الاتحاد الإفريقي وليست عضوا في الأمم المتحدة. حوالي 36 دولة فقط تعترف بها مثل الجزائر، كوبا، فنزويلا... هذه الدولة لا تسيطر على الإقليم الذي أعلنت عن قيام هذه الدولة فيه. كل مؤسسات هذه الدولة موجودة في مدينة تندوف جنوب غرب الجزائر. الإقليم الذي تطالب به موجود تحت سيادة المغرب. |
| |        | علم فلسطين                                  | معروفة تحت اسم السلطة الوطنية الفلسطينية رسميا. تعترف كل الدول العربية بالسلطة الفلسطينية كدولة وترفض إسرائيل قيام هذا الكيان. فلسطين عضو في الأمم المتحدة بصفة مراقب فقط وليس لها مقعد كدولة كاملة السيادة. |
| |        | علم إقليم الأحواز                           | إقليم يمتد في كل من إيران والعراق، لكن الجزء الأكبر منه في إيران. الإقليم يريد الإنفصال عن إيران لكون غالبية سكانه من العرب وليس الفرس. حركة النضال العربي لتحرير الأحواز تقود الحركة الإنفصالية في الإقليم |
| |        | علم اقليم اوغادين                           | إقليم يقع في الجزء الغربي من الصومال، ويخضع للسلطات الإثيوبية الذي يتكون من إقليم الهود وإقليم الأوجادين ولكن اشتهر اسم أوجادين ليطلق على كامل المنطقة. يقع إقليم أوجادين شرق إثيوبيا وغرب الصومال، يحده من الشمال الشرقي جمهورية جيبوتي. وقد سلمت سلطات الاحتلال البريطاني إقليم أوجادين إلى إثيوبيا في عام 1954م؛ بموجب الاتفاقية التي وقعتها بريطانيا مع إثيوبيا عام 1897م.                                                                            |
| |        | لواء الاسكندرون                             | لواء إسكندرون أو لواء الإسكندرونة، يُعتبر في سوريا المحافظة الخامسة عشرة،في عام 1938، قامت فرنسا بخطوة وصفها الكثيرون بـ"غير المسبوقة والاستفزازية"، حيث منحت اللواء حكمًا ذاتيًا مع بقائه مرتبطًا شكليًا بالجمهورية السورية. وفي العام التالي 1939، انسحبت فرنسا بشكل نهائي، ودخلت قوات تركية اللواء وضمت المنطقة إلى تركيا تحت اسم "هاتاي" |
| |        | جزيرة الموت(مايوت)                          | ايوت أو جزيرة الموت أو مايوطة أو ماهوري (بالفرنسية: Mayotte) هي جزيرة تقع في المحيط الهندي تابعة لفرنسا، وهي جزء من أرخبيل جزر القمر تقع في الطرف الشمالي من القناة الفاصلة بين موزمبيق ومدغشقر.أغلبية سكانها من المسلمين، رفضوا الاستقلال في الاستفتاء الذي أدى إلى استقلال الجزر الأخرى كدولة اتحادية. |
| |        | زنجبار                                      | دخلت تنجانيقا مع زنجبار في اتحاد فيدرالي ليُشكّلا جمهورية تانزانيا الاتحادية أو (تانزانيا) (بأخذ الحرفين الأولين من كل منهما) في 12 يناير 1964. \| اليوم الحزين في تاريخ زنجبار12 يناير 1964 قُتل الألاف من العرب والعُمانيون بصفة خاصة في مجازر جماعية وتصفية عرقية في جزيرة زنجبار، قتلتهم مليشيات مسلحة لا رحمة في قلوبهم تزعمت هذه المجازر تنجانيكا وبأمر من رئيسها جوليوس نيريري. \|                                                                     |
| او |        | مزارع شبعا                                  | حسب خارطة فرنسية من مارس 1932 يبدو أن منطقة مزارع شبعا جزء من لبنان، ولكن حسب خارطة فرنسية من 1946 يبدو أن المنطقة جزء من سوريا. بالفعل كانت المنطقة تخضع للإدارة السورية منذ استقلال سوريا وحتى احتلال هضبة الجولان من قبل إسرائيل في حرب 1967. حكومة لبنان ومنظمة حزب الله اللبنانية فأعلنتا أنهما تعتبران مزارع شبعا أرضا لبنانية محتلة. |
| |        | هضبة الجولان                                | هَضْبة الجَوْلان،يحدُّها من الجنوب نهر اليرموك، ومن الغرب بحيرة طبريا ووادي الحولة، ومن الشمال جبال لبنان الشرقية وجبل الشيخ، ومن الشرق وادي الرقاداحتلت إسرائيل أثناء حرب الأيام الستة في عام 1967 نحو ثلثي مساحة الهضبة، ثم ضمتها فعلياً في عام 1981، وهو إجراء لم تعترف به الأمم المتحدة التي استمرت في اعتبارها أرضاً سورية محتلة. في عام 2024 استولت إسرائيل على الثلث المتبقي من المنطقة.                                                                   |
| |        | طنب الصغرى وطنب الكبرى و ابو موسى           | الاحتلال الإيراني للجزر الإماراتية الثلاث أقدمت إيران في 30 نوفمبر عام 1971 على احتلال الجزر الإماراتية الثلاث: طنب الكبرى، وطنب الصغرى اللتان تتبعان إمارة رأس الخيمة، وجزيرة أبو موسى التي تتبع إمارة الشارقة. قبل أيام من استقلال الإمارات العربية المتحدة في 2 ديسمبر 1971، وفي هذا اليوم أيضا نالت استقلالها من الحماية البريطانية. |
| |        | مدينة ام الرشراش او ايلات                   | ميناء إيلات (بالعبرية: נמל אילת) هو ميناء بحري يقع في مدينة إيلات المحتلة وهي أرض مصرية (أم الرشراش) أستولت عليها اسرائيل في حرب 67 ولم يتم استردادها مع مفاوضات طابا، وهو الميناء الإسرائيلي الوحيد المطل على البحر الأحمر. يقع على رأس الجهة الشمالية لخليج العقبة. تم افتتاح الميناء عام 1955 ويستخدم حاليًا للأغراض التجارية. |
| |        | سبتة و مليلية و جزر الحسيمة و صخرة قميرة    | على الرغم من غزو فيليب الثالث العرائش (1610) والمعمورة (1614) إلا أن صعود سلالة العلويين كان يعني استرداد معظم المراكز من يد الأوروبيين. وعند وفاة السلطان إسماعيل (1672-1727) كان بيد الإسبان كلا من مازاغان (البرتغال حتى 1769) وسبتة (التي بقيت تحت حكم الإسبان سنة 1640 بعد استقلال البرتغال) ومليلية وجزر الحسيمة (احتلت سنة 1673) وصخرة قميرة. وبهذه الطريقة، بقيت سبتة ومليلية وجزر الحسيمة وصخرة قميرة في أيدي إسبانيا مع بداية القرن التاسع عشر. |
| اليوم الحزين في تاريخ زنجبار12 يناير 1964 قُتل الألاف من العرب والعُمانيون بصفة خاصة في مجازر جماعية وتصفية عرقية في جزيرة زنجبار، قتلتهم مليشيات مسلحة لا رحمة في قلوبهم تزعمت هذه المجازر تنجانيكا وبأمر من رئيسها جوليوس نيريري. |        |                                             | |